# 궁가산
궁가산(중국어 간체자: 贡嘎山, 정체자: 貢嘎山, 병음: Gònggá Shān, 티베트어: མི་ཉག་གངས་དཀར་རི་བོ་ Mi'nyâg Gong'ga Riwo)은 중화인민공화국 쓰촨성에서 가장 높은 산이다. 해발 7,556m의 높이를 가지고 있으며 다쉐 산맥(大雪山脈)의 최고봉이다. 아름다운 경치 덕분에 '촉산(蜀山)의 왕'이라는 별명을 가지고 있다.